# Линия (единица длины)
Ли́ния — единица измерения расстояния в русской, английской (англ. line) и некоторых других системах мер. Название пришло в русский язык через пол. liniа или нем. Liniе от лат. līnea — льняная бечёвка; полоса, проведённая этой бечёвкой.
- В старорусской системе мер 1 линия = 1⁄16 ногтя[источник не указан 4420 дней] = 1⁄256 пяди = 0,69453 мм.
- В русской (с XVIII века) и английской системах мер 1 линия («большая») = 1⁄10 дюйма = 10 точек = 2,54 мм[2].
- В английской системе мер 1 линия («малая») = 1⁄12 дюйма = 2,11666666… мм. Эта единица использовалась редко, так как в технике использовались десятые, сотые и тысячные («милы») доли дюйма. Измерения в биологии и типографском деле использовали эту единицу, сокращая её как ″ (за пределами этих областей линию обозначали как ‴, a ″ применялось и применяется для обозначения дюйма)[3][4].
- Изготовители пуговиц для измерения толщины пуговиц использовали специальную линию, равную 1⁄40 дюйма = 0,635 мм, также известную как англ. button measure[3].
- «Французская» линия = 1⁄144 «нормального фута» = 2,255 мм.
- В новопольской и прусской системах мер линия составляла 2,0 и 2,17 мм соответственно.

## Происхождение термина
Данная единица соответствует ширине линии, проводимой типовым карандашом (применявшимся в конкретной стране).

## Современные применения
- В линиях (больших) измеряется калибр оружия, например трёхлинейная винтовка имеет диаметр канала ствола 3 линии, то есть 2,54 мм × 3 = 7,62 мм. Также в линиях была ширина магнитной ленты в компакт-кассете, 2,54 мм × 1,5 = 3,81 мм
- Во французских линиях измеряется калибр (диаметр) механизмов часов (в СССР для этого использовался миллиметр).
- До сих пор встречается измерение в линиях ширины фитиля керосиновых ламп.
- В наше время линия как единица измерения используется в электронике. Расстояние между ножками радиоэлементов и, соответственно, печатных плат всегда или 2,54мм или кратно этому расстоянию